# Sheffield
Sheffield város az angliai South Yorkshire megyében. 
2011-ben maga a város lakossága közel 552 000 fő volt.
Anglia egyik legnagyobb városa. A 19. században acélgyártása tette világhírűvé. Itt találták fel többek között a rozsdamentes acélt is. Az ipari forradalom során népessége mintegy tízszeresére nőtt. 1893-ban városi jogot kapott és hivatalos neve ekkortól City of Sheffield. Az 1970-es és 80-as években a nemzetközi verseny miatt a helyi ipar hanyatlásnak indult, ugyanekkor az angliai szénipar is összeomlott, ami a város lakosságszámának csökkenéséhez vezetett. A legutóbbi években a város fejlődése újra lendületet kapott a sportnak és az új technológiáknak köszönhetően.